# Осеница
Осенѝца (варианти Осанѝца, Усенѝца, Осойнѝца, на гръцки: Σιδηρόνερο, Сидиронеро, катаревуса: Σιδηρόνερον, Сидиронерон, до 1927 година Οσενίτσα, Осеница) е село в Република Гърция, част от дем Драма.

## География
Осеница е разположено в областта Чеч, на 630 m надморска височина в югозападните склонове на Родопите, край Тисовската река на 4 километра северно от вливането ѝ в Места. От демовия център Драма Осеница отстои на 40 километра на север, като пътят минава през планината Боздаг (Фалакро).

## История

### Етимология
Според Йордан Н. Иванов етимологията на името е от осен – ясен и от топонимична наставка. Сравними са речното име Осеница при Врачеш и серия местни български и други славянски имена.

### В Османската империя
В съкратен регистър на тимари, зиамети и хасове в ливата Паша от 1519 година село Осеница (Осениче), спадащо към Испанеполе е вписано както следва - мюсюлмани: 20 домакинства, неженени - 21; немюсюлмани: 35 домакинства, неженени - 5, вдовици - 4. В подробен регистър на тимари, зиамети, хасове, чифлици, мюлкове и вакъфи в казите и нахиите по териториите на санджака Паша от 1524-1537 година от село Осеница (Осениче) са регистрирани мюсюлмани: 51, неженени - 63; немюсюлмани: 24, вдовици - 7. В съкратен регистър на санджаците Паша, Кюстендил, Вълчитрън, Призрен, Аладжа хисар, Херск, Изворник и Босна от 1530 година са регистрирани броят на мюсюлманите и немюсюлманите в населените места. Регистрирано е и село Осеница (Осениче) с мюсюлмани: 51 домакинства, неженени - 63; немюсюлмани: 24 домакинства, вдовици - 4. В подробен регистър на Софийския санджак от 1569-70 година е отразено данъкоплатното население на Осеница както следва: мюсюлмани - 2 семейства и 1 неженен; немюсюлмани - 30 семейства, 45 неженени и 2 вдовици. В подробен регистър за събирането на данъка авариз от казата Неврокоп за 1723 година от село Осеница (Осениче) са зачислени 40 мюсюлмански домакинства, като едното е на спахия на тимар, а две са на соколари.
В XIX век Осеница е помашко село в Неврокопска каза на Османската империя. В „Етнография на вилаетите Адрианопол, Монастир и Салоника“, издадена в Константинопол в 1878 година и отразяваща статистиката на населението от 1873 година, Джами Осеница (Djami Ossénitsa) е посочено като село с 90 домакинства и 260 жители помаци, а Осеница (Ossénitsa) – с 62 домакинства и 50 жители помаци.
Според Стефан Веркович към края на XIX век Осеница има мюсюлманско мъжко население 298 души, което живее в 90 къщи.
Според Васил Кънчов Осеница, седалището на чечкия първенец Али паша, е село със 140 къщи, две джамии и мектеб. Населението се занимава с производство на аби и шаяци, овцевъдство и малко земеделие. Към 1900 година населението на Осеница се състои от 735 жители българи мохамедани.

### В Гърция
През Балканската война в селото влизат български части. По данни на БПЦ, към края на 1912 и началото на 1913 година в Горна Осеница живеят 87 семейства или общо 506 души, а в Долна Осеница съответно 69 семейства или 253 души.
След Междусъюзническата война в 1913 година Осеница попада в Гърция. Според гръцката статистика, през 1913 година в Осеница (Οσενίτσα) живеят 857 души. В 20-те години жителите на Осеница като мюсюлмани по силата на Лозанския договор са изселени в Турция и на тяхно място са заселени гърци бежанци от Турция. В 1928 година в селото има 77 бежански семейства с 243 жители. В 1927 година селото е прекръстено на Сидиронерон, в превод желязна вода.
В 1928 година е регистрирано селището Гефира Несту (в превод Мост на Места) с 330 жители, което по-късно е слято с Осеница. Името на бежанската махала идва от това, че е издигната на десния бряг на Места. В 1961 година в землището на Осеница е отбелязано село Дихалио с трима жители, което по-късно е заличено.
Според „Нешънъл Джиографик“ Осеница, чиито предишни жители са мюсюлмани и българи, има около 30 жители през зимата и над 400 през лятото.
Населението се занимава с отглеждане на тютюн, жито и други земеделски култури, както и със скотовъдство.
| Име                              | Име              | Ново име           | Ново име             | Описание                                                      |
| -------------------------------- | ---------------- | ------------------ | -------------------- | ------------------------------------------------------------- |
| Чадър Кая                        | Τσαντίρ Καγιά    | Плакес             | Πλάκες               | местност на С от Осеница на българската граница               |
| Чугана                           | Τσουγγάνα        | Лаготопос          | Λαγότοπος            |                                                               |
| Яйла                             | Γκαϊλά           | Ипсома Лафциди     | Ύψωμα Λαφτσίδη       | месност на Ю от Осеница по левия бряг на Места                |
| Текели Таш                       | Τεκελί Τάς       | Ортос Врахос       | Όρθός Βράχος         | връх на З от Осеница (666 m)                                  |
| Костадин Тепеси                  | Κωνσταντή Τεπεσί | Ипсома Константи   | Ύψωμα Κωνσταντή      | възвишение СЗ над Осеница                                     |
| Карши тепе                       | Καρσί Τεπέ       | Андикринос Лофос   | Άντικρινός Λόφος     | възвишение на З от Осеница (630 m)                            |
| Къшла                            | Κισλάς           | Странонес          | Στρατώνες            | връх на СЗ от Осеница (772 m)                                 |
| Дебеджилък                       | Ντεμπρέτζιλκ     | Виргиотиса         | Βυργιώτισσα          | бивше село на С от Осеница                                    |
| Черково                          | Τσέρκοβον        | Еклисиастикон      | Εκκλησιαστικόν       | връх на С от Осеница (942 m)                                  |
| Прибойна                         | Πριμπόϊκα        | Вуно               | Βουνό                | бивше село и връх (1101 m) на С от Осеница                    |
| Чалкира                          | Τσάλκιρα         | Андерисма Цилигири | Άντέρισμα Τσιληγγίρη | връх (1091 m) на С от Осеница                                 |
| Кайнар                           | Καϊνάρ           | Рема Пигис         | Ρέμα Πηγής           |                                                               |
| Дебреджилска (Добряджилска) река | Ντεμπρετζιλή     | Рема Виргиотисис   | Ρέμα Βυργιωτίσσης    | извираща от Добряджил (Дебреджил), приток на Мъжделската река |
| Кайнар                           | Καϊνάρ           | Пиги               | Πηγή                 |                                                               |
| Бичова                           | Πίτσοβας         | Петрорема          | Πετρόρρεμα           | река на И от Осеница, приток на Орова                         |
| Черкища                          | Τσερκίστα        | Сикиес             | Συκιές               | бивше село и връх на ЮИ от Осеница (818,7 m)                  |
| Чакатия                          | Τσακάτια         | Хлоерон            | Χλοερόν              | възвишение на ЮИ от Осеница (647 m)                           |
| Расна махала                     | Ράσνα Μάχ        | Ерепия Милиту      | Ερείπια Μιλήτου      | бивше село на И от Черкишен                                   |
| Пир Тепеси                       | Πίρ Τεπεσί       | Монокорифи         | Μονοκορυφή           | възвишение на И от Осеница                                    |
| Глум                             | Κλούμ            | Ипсома Плакостроту | Ύψωμα Πλακόστρωτου   | връх на СИ от Осеница и СЗ над бившето село Глум (917,3 m)    |
| Къшли                            | Κουσλάδες        | Стратонес          | Στρατώνες            | местност на СИ от Осеница                                     |
| Кайнар                           | Καϊνάρ           | Пиге               | Πηγαί                | река на С от Осеница                                          |
| Горна Орта                       | ’Άνω ’Όρτα       | Месеу Ипсома       | Μεσαίου Ύψωμα        | връх на С от Либан (1118 m)                                   |
| Занго                            | Ζάγγα            | Заркадотопос       | Ζαρκαδότοπος         | местност на СИ от Осеница (1519 m)                            |
| Чаири                            | Τσαΐρια          | Ливадия            | Λιβάδια              | връх на СИ от Осеница (1418 m)                                |
| Кел тепе                         | Κέλ Τεπέ         | Фалакрон           | Φαλακρόν             | връх на СИ от Осеница (1519 m)                                |
| Кара                             | Καρά             | Мавро Рема         | Μαϋρο Ρέμα           |                                                               |
| Дова чешме                       | Ντοβά Τσεσμέ     | Вриси              | Βρύση                |                                                               |
| Каинчал                          | Καϊντζάλ         | Оксиес             | Όξυές                |                                                               |
| Хаджи Осман                      | Χατζή Όσμάν      | Амбелудия          | Άμπελούδια           | местност на СИ от Осеница                                     |
| Сиври тепе                       | Σιβρίτ           | Стенома            | Στένωμα              | връх на СИ от Осеница (1464 m)                                |
| Бички                            | Μπιτσκί          | Косифорема         | Κοσσυφόρρεμα         |                                                               |

| Година    | 1913 | 1920 | 1928 | 1940 | 1951 | 1961 | 1971 | 1981 | 1991 | 2001 | 2011 | 2021 |
| --------- | ---- | ---- | ---- | ---- | ---- | ---- | ---- | ---- | ---- | ---- | ---- | ---- |
| Население | 857  | 684  | 332  | 494  | 423  | 477  | 393  | 219  | 274  | 206  | 228  | 165  |